# Rodolphe Meyer de Schauensee
Rodolphe Meyer de Schauensee est un ornithologue américain, né le 4 janvier 1901 à Rome et mort le 24 avril 1984.

## Biographie
Son père est un baron suisse, Frederick Meyer de Schauensee, qui possédait un château près de Lucerne. Il commence à faire ses études à Rome et à Florence avant de partir aux États-Unis d'Amérique en 1913 et d’étudier à la Hoosac School de New York. Sa mère, Matilda Toland, originaire de Philadelphie, possédait une maison à Wynnewood, au nord-ouest de la ville.
Très jeune, il manifeste un grand amour pour les oiseaux. Il rencontre James Bond (1900-1989) et ils se lient d’amitié. Ils empruntent de l’argent, en 1925, pour partir pendant six mois en Amazonie, à l’embouchure du fleuve, près de Belém, pour y récolter des spécimens vivants ou naturalisés et les revendre à l’Academy of Natural Sciences of Philadelphia. Débute alors une longue collaboration avec l’institution. Il contribue à enrichir les collections de peaux d’oiseaux qui passent de 80 000 spécimens à plus de 170 000.
Rodolphe fait de nombreux voyages, souvent avec sa femme, Williamina W. Wentz (dont il aura deux filles, Maude et Maxine). Il voyage au Brésil, en Thaïlande, en Birmanie, dans le sud de l’Afrique, aux Caraïbes et au Guatemala. C’est durant un séjour en Thaïlande qu’il encourage Herbert Girton Deignan (1906-1968), enseignant à Chiang Mai, à s’intéresser à l’ornithologie.
Il fait paraître plusieurs livres consacrés à l’ornithologie : The Birds of the Republic of Colombia (1948-1950), The Birds of Colombia (1964), The Species of Birds of South America (1966), A Guide to the Birds of South America (1966), A Guide to the Birds of South America (1970), avec William Henry Phelps (1875-1965) A Guide to the Birds of Venezuela (1970) et, enfin, The Birds of China (1984). Il est aussi l’auteur de plus de cent publications. Sa connaissance des oiseaux tropicaux n’a d’égale que celle de Jean Théodore Delacour (1890-1985).
Conservateur des oiseaux à l’Academy de Philadelphie, il en assure la vice-présidence de 1940 à 1949 et fait partie de son comité directeur à partir de 1934. Meyer de Schauensee est aussi membre de diverses sociétés savantes comme la British Ornithologists' Union, la Société ornithologique de France et bien d’autres. Il reçoit la médaille Brewster décernée par l’American Ornithologists' Union en 1977.

## Espèces éponymes
- Moucherolle de Schauensee (Nephelomyias lintoni) Meyer de Schauensee, 1951